# Aighon jezik
Aighon jezik (aigon, bao, psohoh; ISO 639-3: aix), jedan od pet austronezijskih jezika podskupine pasismanua, šire skupine arawe-pasismanua, kojim govori 2 000 ljudi (2003 SIL), od 2 500 etničkih, u provinciji West New Britain (Zapadna Nova Britanija), Papua Nova Gvineja.
Postoji više dijalekata: bao (do), apsokok (psohoh, sokhok, psokhok, psokok) i aighon. Služe se i tok pisinom.

## Vanjske poveznice
- Ethnologue (14th)
- Ethnologue (15th)